# Fourth Division 1979-1980
La Fourth Division 1979-1980 è stato il 22º campionato inglese di calcio di quarta divisione. Ad aggiudicarsi la vittoria è stato l'Huddersfield Town, che grazie al suo primo titolo di quarta divisione, è risalito dopo sei anni nella categoria superiore. Le altre promozioni in Third Division sono state invece conseguite dal Walsall (2º classificato ed immediatamente tornato nel terzo livello del calcio inglese dopo una sola stagione), dal Newport County (3º classificato, per i gallesi oltre alla gioia per il ritorno in terza divisione dopo diciannove anni, anche quella per il successo in Welsh Cup, con annessa qualificazione alla Coppa delle Coppe 1980-1981) e dal Portsmouth (4º classificato).
Capocannoniere del torneo è stato Colin Garwood (Aldershot) con 27 reti.

## Stagione

### Novità
Al termine della stagione precedente insieme ai campioni di lega del Reading, salirono in Third Division anche: il Grimsby Town (2º classificato), il Wimbledon FC (3º classificato) ed il Barnsley (4º classificato)
Queste squadre furono rimpiazzate dalla quattro retrocesse provenienti dalla categoria superiore: Peterborough United, Walsall (sceso in quarta divisione dopo venti anni), Tranmere Rovers e Lincoln City.
Il Darlington, il Doncaster Rovers, l'Halifax Town ed il Crewe Alexandra che occuparono le ultime quattro posizioni della classifica, vennero rieletti in Football League dopo una votazione che ebbe il seguente responso:
| Club             | Lega                    | Voti | Verdetto   |
| ---------------- | ----------------------- | ---- | ---------- |
| Doncaster Rovers | Fourth Division         | 50   | Rieletto   |
| Crewe Alexandra  | Fourth Division         | 49   | Rieletto   |
| Darlington       | Fourth Division         | 43   | Rieletto   |
| Halifax Town     | Fourth Division         | 37   | Rieletto   |
| Altrincham       | Northern Premier League | 13   | Non Eletto |
| Kettering Town   | Southern League         | 12   | Non eletto |

### Formula
Le prime quattro classificate venivano promosse in Third Division, mentre le ultime quattro erano sottoposte al processo di rielezione.

## Squadre partecipanti
| Squadra             | Città                    | Stadio            | Stagione precedente                     |
| ------------------- | ------------------------ | ----------------- | --------------------------------------- |
| Aldershot           | Aldershot                | Recreation Ground | 5º posto in Fourth Division             |
| Bournemouth         | Bournemouth              | Dean Court        | 18º posto in Fourth Division            |
| Bradford City       | Bradford                 | Valley Parade     | 15º posto in Fourth Division            |
| Crewe Alexandra     | Crewe                    | Gresty Road       | 24º posto in Fourth Division, rieletto  |
| Darlington          | Darlington               | Feethams Ground   | 21º posto in Fourth Division, rieletto  |
| Doncaster Rovers    | Doncaster                | Belle Vue         | 22º posto in Fourth Division, rieletto  |
| Lincoln City        | Lincoln                  | Sincil Bank       | 24º posto in Third Division, retrocesso |
| Halifax Town        | Halifax                  | The Shay          | 23º posto in Fourth Division, rieletto  |
| Hartlepool United   | Hartlepool               | Victoria Park     | 13º posto in Fourth Division            |
| Hereford United     | Hereford                 | Edgar Street      | 14º posto in Fourth Division            |
| Huddersfield Town   | Huddersfield             | Leeds Road        | 9º posto in Fourth Division             |
| Newport County      | Newport                  | Somerton Park     | 8º posto in Fourth Division             |
| Northampton Town    | Northampton              | County Ground     | 19º posto in Fourth Division            |
| Peterborough United | Peterborough             | London Road       | 21º posto in Third Division, retrocesso |
| Portsmouth          | Portsmouth               | Fratton Park      | 7º posto in Fourth Division             |
| Port Vale           | Stoke on Trent (Burslem) | Vale Park         | 16º posto in Fourth Division            |
| Rochdale            | Rochdale                 | Spotland Stadium  | 20º posto in Fourth Division            |
| Scunthorpe United   | Scunthorpe               | Old Showground    | 12º posto in Fourth Division            |
| Stockport County    | Stockport                | Edgeley Park      | 17º posto in Fourth Division            |
| Torquay United      | Torquay                  | Plainmoor         | 11º posto in Fourth Division            |
| Tranmere Rovers     | Birkenhead               | Prenton Park      | 23º posto in Third Division, retrocesso |
| Walsall             | Walsall                  | Fellows Park      | 22º posto in Third Division, retrocesso |
| Wigan Athletic      | Wigan                    | Springfield Park  | 6º posto in Fourth Division             |
| York City           | York                     | Bootham Crescent  | 10º posto in Fourth Division            |

## Classifica finale
|  | Pos. | Squadra           | Pt | G  | V  | N  | P  | GF  | GS | DR  |
|  | ---- | ----------------- | -- | -- | -- | -- | -- | --- | -- | --- |
|  | 1    | Huddersfield Town | 66 | 46 | 27 | 12 | 7  | 101 | 48 | +41 |
|  | 2    | Walsall           | 64 | 46 | 23 | 18 | 5  | 75  | 47 | +28 |
|  | 3    | Newport County    | 61 | 46 | 27 | 7  | 12 | 83  | 50 | +33 |
|  | 4    | Portsmouth        | 60 | 46 | 24 | 12 | 10 | 91  | 49 | +42 |
|  | 5    | Bradford City     | 60 | 46 | 24 | 12 | 10 | 77  | 50 | +27 |
|  | 6    | Wigan             | 55 | 46 | 21 | 13 | 12 | 76  | 61 | +15 |
|  | 7    | Lincoln City      | 53 | 46 | 18 | 17 | 11 | 64  | 42 | +22 |
|  | 8    | Peterborough Utd  | 52 | 46 | 21 | 10 | 15 | 58  | 47 | +11 |
|  | 9    | Torquay Utd       | 47 | 46 | 15 | 17 | 14 | 70  | 69 | +1  |
|  | 10   | Aldershot         | 45 | 46 | 16 | 13 | 17 | 62  | 53 | +9  |
|  | 11   | Bournemouth       | 44 | 46 | 13 | 18 | 15 | 52  | 51 | +1  |
|  | 12   | Doncaster         | 44 | 46 | 15 | 14 | 17 | 62  | 63 | -1  |
|  | 13   | Northampton Town  | 44 | 46 | 16 | 12 | 18 | 51  | 66 | -15 |
|  | 14   | Scunthorpe Utd    | 43 | 46 | 14 | 15 | 17 | 58  | 75 | -17 |
|  | 15   | Tranmere          | 41 | 46 | 14 | 13 | 19 | 50  | 56 | -6  |
|  | 16   | Stockport County  | 40 | 46 | 14 | 12 | 20 | 48  | 72 | -24 |
|  | 17   | York City         | 39 | 46 | 14 | 11 | 21 | 65  | 82 | -17 |
|  | 18   | Halifax Town      | 39 | 46 | 13 | 13 | 20 | 46  | 72 | -26 |
|  | 19   | Hartlepool Utd    | 38 | 46 | 14 | 10 | 22 | 59  | 64 | -5  |
|  | 20   | Port Vale         | 36 | 46 | 12 | 12 | 22 | 56  | 70 | -14 |
|  | 21   | Hereford Utd      | 36 | 46 | 11 | 14 | 21 | 38  | 52 | -14 |
|  | 22   | Darlington        | 35 | 46 | 9  | 17 | 20 | 50  | 74 | -24 |
|  | 23   | Crewe Alexandra   | 35 | 46 | 11 | 13 | 22 | 35  | 68 | -33 |
|  | 24   | Rochdale          | 27 | 46 | 7  | 13 | 26 | 33  | 79 | -46 |

Legenda:
      Promosso in Third Division 1980-1981.
      Rieletto nella Football League.
Regolamento:
Due punti a vittoria, uno a pareggio, zero a sconfitta.
A parità di punti le squadre venivano classificate secondo la differenza reti.
Note:

Portsmouth promosso in Third Division per miglior differenza reti rispetto all'ex aequo Bradford City.
Hereford United costretto alla rielezione per peggior differenza reti rispetto all'ex aequo Port Vale.